# Муратбаево (Жетысайский район)
Муратбаево (каз. Мұратбаев) — село в Жетысайском районе Туркестанской области Казахстана. Входит в состав аульного округа Жолдасбая Ералиева. Код КАТО — 514439700.

## Население
В 1999 году население села составляло 991 человек (493 мужчины и 498 женщин). По данным переписи 2009 года, в селе проживало 1135 человек (589 мужчин и 546 женщин).